# Oxyothespis alata
Oxyothespis alata es una especie de mantis de la familia Mantidae.

## Distribución geográfica
Se encuentra en Níger.